# محمد بلورفروشان
محمد بلورفروشان از تهران بازیکن سابق فوتبال ایران است و سابقه بازی ملی در تیم ملی ایران را دارد.
وی عضو اولین تیم ملی فوتبال ایران در سال ۱۹۴۱ در مقابل تیم ملی فوتبال افغانستان بوده است.